# Włodzimierz Terlikowski

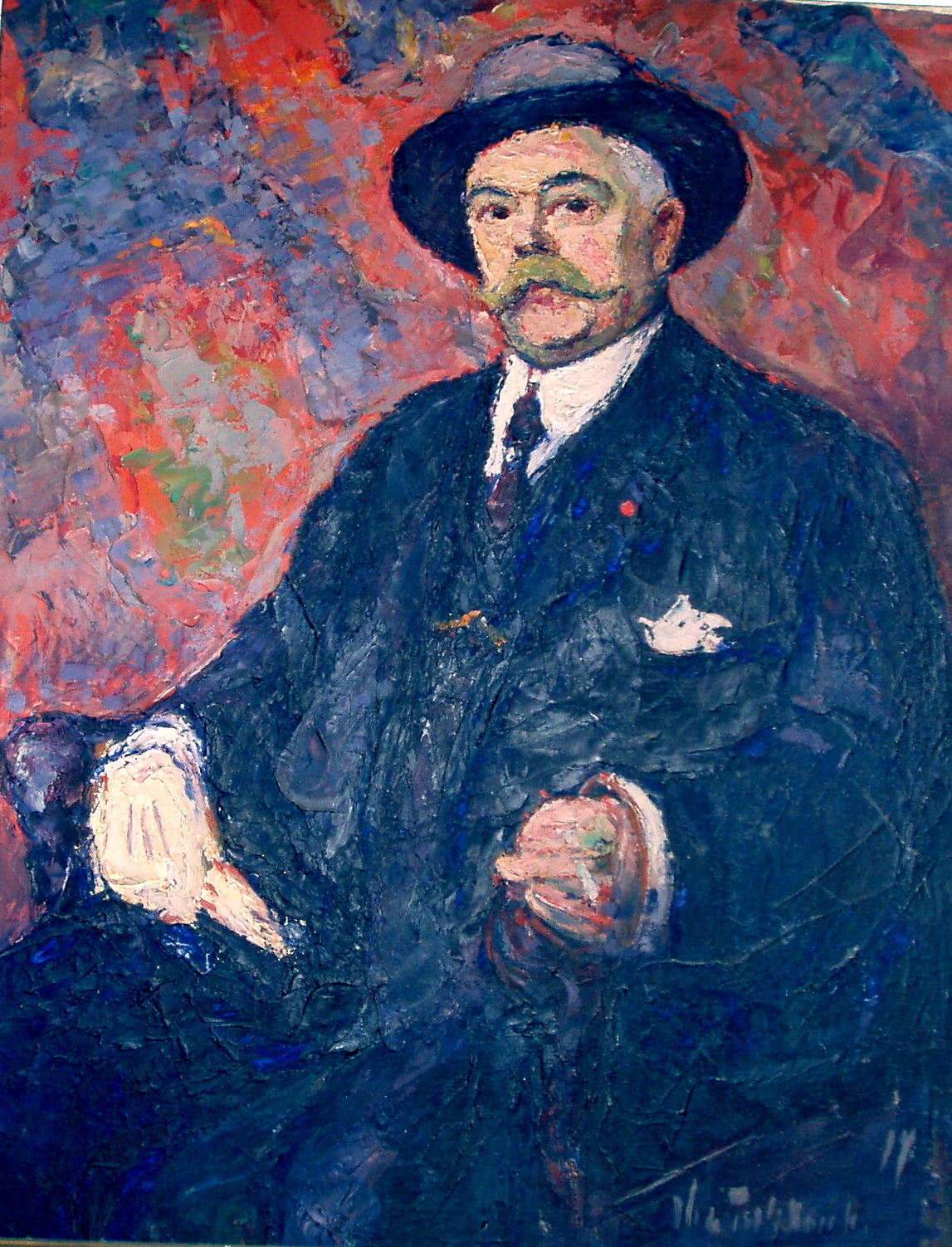
Gemälde des Bankiers Henri Nouvion, 1917

Włodzimierz Terlikowski (auch: Vladimir oder Wladimir de Terlikowski) (* 23. April 1873 in Poraj; † 1951 in Paris) war ein polnischer Maler der École de Paris.

## Geschichte
Terlikowski war der Sohn eines in russischen Diensten stehenden Eisenbahnangestellten adliger Abstammung. Seine Kindheit verlebte er in der Nähe von Łódź. Im Wesentlichen brachte er sich das Malen auf Reisen innerhalb Europas, nach Nordafrika, Indien, Neuseeland und Australien selber bei. Für eine kurze Zeit studierte er an der Akademie der Bildenden Künste München sowie im Atelier von Jean-Paul Laurens in Paris.
1900 debütierte er mit einer Einzelausstellung in der Galerie Bernheim-Jeune in Paris, wo er seit 1911 dauerhaft lebte. Auch in Folgejahren (1913, 1917 und 1920) stellte er bei Bernheim aus. Ebenso wurden Werke in den Pariser Galerien „La Boétie“ (1920), „Jean Charpentier“ (1927) und „Barreiro“ (1931) gezeigt. Er nahm an Ausstellungen in Paris teil (Herbstsalon 1912 und bei der Société nationale des beaux-arts 1930). In Warschau wurden seine Bilder 1913 und 1914 von der Gesellschaft der Freunde der Bildenden Kuenste und in Posen 1929 ausgestellt.
1920 erhielt Terlikowski den Ehrenlegion-Orden. Er unterhielt ein Studio im Pariser Künstlerviertel Montparnasse.

## Werk
Die frühen Werke Terlikowskis zeigen eine Verwandtschaft zum Fauvismus, später entstanden dann vor allem impressionistische Landschaften und Stadtansichten (von Frankreich, Venedig, Spanien und Nordafrika), Porträts (wie von Antoine Bourdelle, Henri Nouvion und der Frau von Moise Kisling) sowie Stillleben. Seine Werke zeichnen sich durch scharfe Farbkontraste aus. Er verwendete dicke Ölfarben und das Malmesser, was seinen Bildern eine deutliche Oberflächenstruktur gibt. Er betätigte sich auch in der Wandmalerei.
Bilder von Terlikowski befinden sich im Besitz des Pariser Musée National d’Art Moderne sowie der Kunstmuseen in Bordeaux und Troyes.